# Saint-Michel-Peyresq
Saint-Michel-de-Peyresq est une ancienne commune française, située dans le département des Alpes-de-Haute-Provence en région Provence-Alpes-Côte d'Azur.
La commune a existé sous cette dénomination de novembre 1964 à mars 1974. 

## Géographie
Son territoire s'étendait sur 35,11 km2, à une altitude moyenne assez élevée supérieure à 1 000 m sur sa quasi-totalité.

## Histoire
Par arrêté préfectoral du 9 octobre 1964, la commune est créée le 1er novembre 1964 par la fusion des communes de La Colle-Saint-Michel et de Peyresq. Par arrêté préfectoral du 31 janvier 1974, elle est rattachée, le 1er mars 1974, à la commune de Thorame-Haute située dans le Haut Verdon, dont les villages de La Colle-Saint-Michel et de Peyresq font toujours partie. Le chef-lieu était au village à la Colle. La population de cette période n'a pas dépassé 20 habitants.

## Administration
| Période | Période | Identité | Étiquette | Qualité |
| ------- | ------- | -------- | --------- | ------- |
|         |         |          |           |         |

## Démographie
- 1954 : recensement séparé : 11 hab. pour la commune de la Colle-Saint-Michel et 4 pour Peyresq
- 1962 : recensement séparé : 14 hab. pour la commune de la Colle-Saint-Michel et 3 pour Peyresq
- 1968 : 13 hab.
- 1975 : recensement intégré à Thorame-Haute

| 1954 | 1962 | 1968 |
| ---- | ---- | ---- |
| 15   | 17   | 13   |